# Mestna avtobusna linija št. 8 (Ljubljana)
Mestna avtobusna linija številka 8 GAMELJNE–BRNČIČEVA je ena izmed 33 avtobusnih linij javnega mestnega prometa v Ljubljani. Poteka v smeri severozahod–sever in povezuje Gameljne, Šmartno pod Šmarno goro, Tacen, Brod, Vižmarje, Šentvid, Dravlje, Šiško in središče Ljubljane z Bežigradom, Stožicami, Ježico, Črnučami ter črnuško poslovno cono ter Brodom pri Črnučah.

## Zgodovina
10. septembra 1964 je bila vzpostavljena trolejbusna proga št. 8 Litostroj–Črnuče. Po dokončni ukinitvi trolejbusa v Ljubljani leta 1971 so na progi pričeli obratovati solo avtobusi, progo pa so od Litostroja podaljšali po Celovški cesti do Vižmarij (Vižmarje–Črnuče). Leta 1974 so progo s Črnuč skrajšali do Ježice (Vižmarje–Ježica). V taki obliki je obratovala do leta 1979, ko so jo ponovno podaljšali, in sicer iz Vižmarij do Broda skozi podvoz pod železniško progo (proga Ljubljana–Jesenice).
Vmes je bila proga po rekonstruciji Celovške ceste namesto po njej na odseku med Slovenija avtom in Trato speljana po novozgrajeni Cesti Ljubljanske brigade ob gorenjski železnici. V taki obliki je proga obratovala vse do poletja leta 2004, ko so ukinili nedeljske vožnje proge 8 in so jih nadomestili s progo 1. Septembra leta 2007 so linijo 8 v sklopu večjih sprememb mestnega prometa za mesec dni speljali po Drenikovi in Samovi ulici (zaobšla je center mesta), proga 8a je bila preštevilčena v linijo 8B. Sprememba poteka trase pa pri potnikih ni naletela na odobravanje.
Junija 2008 so jo zaradi ukinitve avtobusnih linij št. 26 in 26B na obeh koncih podaljšali, in sicer z Broda do Gameljn in z Ježice do industrijske cone Črnuče na Brnčičevi ulici, na liniji 8B je ostal samo en večerni odhod iz Gameljn do Bavarskega dvora. Vmes je prišlo še do kombinacij voženj, skrajševanja oz. podaljševanja obratovalnega časa z linijo N1.
Po uvedbi nove mestne avtobusne linije št. 15 3. januarja 2012 je bila na Brodu spremenjena trasa linije 8 v smeri centra mesta. Avtobusi tako ne vozijo več po Martinovi poti, kar je bila ostalina nekdanjega obračanja na Brodu, pač pa v obeh smereh naselje prevozijo po Tacenski cesti.
Linija 8 je bila 1. decembra 2014 skrajšana in skupaj z linijo 11 preusmerjena na novo odprto parkirišče Parkiraj in se pelji (P+R) Ježica. Poglavitni razlog skrajšave je bilo oteženo prečkanje železnice z zgibnimi vozili, posledično pa tudi uničevanje pnevmatik in zgibov avtobusov na spustu z Dunajske ceste na Cesto 24. junija. Na trasi med Ježico in koncem Brnčičeve ceste je bila uvedena nova linija št. 26. Zaradi nezadovoljstva z novo spremembo so prebivalci Spodnjih Črnuč začeli z zbiranjem podpisov za peticijo o vrnitvi linije 8 na Brnčičevo ulico. Po slabih treh mesecih obratovanja po skrajšani trasi so 2. marca 2015 linijo 8 ponovno podaljšali do obračališča na Brnčičevi ulici.

### Proga št. 16
V prvi polovici 70. let 20. stoletja je pričela z obratovanjem kratka prestopna proga št. 16 Šentvid (Vižmarje) – Brod. Tako je bil Brod vključen v sistem mestnih avtobusnih prog. Potnikom, namenjenim v center mesta, je bilo v Vižmarjih omogočeno prestopanje na progi št. 1 in 8. Leta 1979 so ukinili vožnje primestnih avtobusov skozi Gameljne, zato so progo št. 16 9. junija najprej z Broda preko Šmartnega podaljšali do Gameljn. 22. junija 1979 je bila proga iz Vižmarij podaljšana še do središča mesta, do Bavarskega dvora (proga Bavarski dvor–Gameljne).  V taki obliki je proga 16 obratovala vse do septembra 2007, ko je bila ukinjena oz. združena s progo št. 21. Novo povezano progo so preštevilčili v linijo št. 26 Gameljne–Bavarski dvor–Beričevo, ki je poznala še dve izpeljanki, in sicer 26B Gameljne–Bavarski dvor–Brnčičeva–Beričevo, le ob nedeljah in praznikih pa je obratovala linija 26C Bežigrad (Železna cesta)–Gameljne. Zaradi predolge trase, stalnih zamud in voženj po Štajerski cesti ter severni obvoznici je bila po slabem letu, v začetku poletja 2008, v celoti ukinjena ter ustrezno nadomeščena z linijama št. 8 in 21.

## Trasa
Linija 8
- smer GAMELJNE–BRNČIČEVA: Srednje Gameljne–Zgornje Gameljne–Cesta vstaje–Tacenska cesta–Kosmačeva ulica–Celovška cesta–Ulica Jožeta Jame–Cesta Ljubljanske brigade–Litostrojska cesta–Celovška cesta–Gosposvetska cesta–Slovenska cesta–Dunajska cesta–Cesta 24. junija–Šlandrova ulica–Brnčičeva ulica.
- smer BRNČIČEVA–GAMELJNE: Brnčičeva ulica–Šlandrova ulica–Cesta 24. junija–Dunajska cesta–Slovenska cesta–Gosposvetska cesta–Celovška cesta–Litostrojska cesta–Cesta Ljubljanske brigade–Ulica Jožeta Jame–Celovška cesta–Kosmačeva ulica–Tacenska cesta–Cesta vstaje–Zgornje Gameljne–Srednje Gameljne.

Linija 8B
- smer GAMELJNE–BAVARSKI DVOR: Srednje Gameljne–Zgornje Gameljne–Cesta vstaje–Tacenska cesta–Kosmačeva ulica–Celovška cesta–Ulica Jožeta Jame–Cesta Ljubljanske brigade–Litostrojska cesta–Celovška cesta–Gosposvetska cesta –Slovenska cesta.

## Režim obratovanja
Linija obratuje ob delavnikih in sobotah. Najpogosteje avtobusi vozijo ob delavniških prometnih konicah. 
Ob delavnikih in sobotah zvečer pa obratuje izpeljanka omenjene linije, in sicer:
- Linija 8B GAMELJNE–BAVARSKI DVOR ima odhod ob delavnikih ob 21.58 ter sobotah ob 22.00 in vozi samo v smeri Bavarskega dvora.

### Preglednici časovnih presledkov v minutah
| ura           | 1.9. - 25.6. | 26.6. - 31.8. |
| ------------- | ------------ | ------------- |
| 4.55 - 6.00   | 20           | 25            |
| 6.00 - 6.30   | 16           | 20            |
| 6.30 - 7.30   | 10-14        | 18-20         |
| 7.30 - 8.30   | 18           | 20            |
| 8.30 - 13.30  | 20           | 32            |
| 13.30 - 14.30 | 14           | 30            |
| 14.30 - 16.00 | 14-15        | 20-25         |
| 16.00 - 17.00 | 18-20        | 25-30         |
| 17.00 - 20.00 | 20           | 32            |
| 20.00 - 21.00 | 20-25        | 30            |
| 21.00 - 22.20 | 20-25        | 30            |

| ura           | vse leto |
| ------------- | -------- |
| 5.00 - 6.00   | 25       |
| 6.00 - 8.00   | 25       |
| 8.00 - 20.00  | 30-35    |
| 20.00 - 22.00 | 20-25    |

- Ob nedeljah in praznikih linijo 8 med 5.50 in 22.52 nadomešča linija 1B DOLGI MOST P+R–Stanežiče P+R–GAMELJNE.

## Izhodišča za izletniške točke
Z obračališča Gameljne se je možno peš podati na naslednji izletniški točki v bližnji in daljni okolici:
- Rašica (Vrh Staneta Kosca),
- Dobeno.

S postajališč Tacen, Tacenski most in Šmartno se je možno po več poteh peš podati na Šmarno goro.